# 反覆掙扎
《反覆掙扎》（リフレイン）是日本音樂團體第三代J Soul Brothers的第5張單曲。於2011年11月9日由rhythm zone發售。

## 概要
- A面曲《反覆掙扎》為H.I.S.「歐洲編」廣告曲和日本電視台節目「スッキリ!!」的片尾曲。
- B面曲《NEW WORLD》是ABC Mart「第三代J Soul Brothers x VANS Boots Sneaker」電視廣告歌曲和遊戲《無雙OROCHI 2》電視廣告歌曲。
- 此單曲有2個版本，分別有「CD+DVD」和「CD ONLY」。「CD+DVD」收錄了《反覆掙扎》的Music Video，以及於「第二代J Soul Brothers VS 第三代J Soul Brothers Live Tour 2011 ～EXILE TRIBE～」埼玉超級體育館公演，《FIGHTERS》的演唱片段。
- 在11月21日於公信榜单曲週排行榜取得第2位。

## 收錄曲目

### CD
1. 反覆掙扎
（作詞：秋元康、作曲・編曲：中野雄太）
2. NEW WORLD
（作詞：P.O.S.、作曲：BACHLOGIC / FAST LANE / JOVEEK MURPHY、編曲：BACHLOGIC）
3. 反覆掙扎（Instrumental）
4. NEW WORLD（Instrumental）

### DVD
1. 反覆掙扎（Music Video）
2. FIGHTERS （Live -第二代J Soul Brothers VS 第三代J Soul Brothers Live Tour 2011 ～EXILE TRIBE～ @SAITAMA SUPER ARENA-）

## 外部連結
- 三代目J Soul Brothers「リフレイン -short version-」ミュージック・ビデオ（页面存档备份，存于） - YouTube
- リフレインスペシャルサイト